# Женска ватерполо репрезентација Шпаније
Женска ватерполо репрезентација Шпаније представља Шпанију у међународним такмичењима у ватерполу за жене. Од почетка двехиљадитих година женска ватерполо селекција Шпаније представља једну од водећих репрезентација у Европи, са највећим успесима оствареним од 2008. године.

## Резултати

### Летње олимпијске игре
- 2000 — Није се квалификовала
- 2004 — Није се квалификовала
- 2008 — Није се квалификовала
- 2012 —  2. место
- 2016 — 5. место
- 2020 —  2. место
- 2024 —  1. место

### Светско првенство
| Светско првенство | Учествовање           | Пласман               | ИГ                    | П                     | Н                     | И                     | ГД                    | ГП                    | ГР                    |
| ----------------- | --------------------- | --------------------- | --------------------- | --------------------- | --------------------- | --------------------- | --------------------- | --------------------- | --------------------- |
| 1986 - 1994.      | Није се квалификовала | Није се квалификовала | Није се квалификовала | Није се квалификовала | Није се квалификовала | Није се квалификовала | Није се квалификовала | Није се квалификовала | Није се квалификовала |
| Перт 1998.        | Групна фаза           | 9. место              | 6                     | 2                     | 0                     | 4                     | 23                    | 39                    | -16                   |
| Фукуока 2001.     | Није се квалификовала | Није се квалификовала | Није се квалификовала | Није се квалификовала | Није се квалификовала | Није се квалификовала | Није се квалификовала | Није се квалификовала | Није се квалификовала |
| Барселона 2003.   | Четвртфинале          | 8. место              | 7                     | 2                     | 0                     | 5                     | 44                    | 57                    | -13                   |
| Монтреал 2005.    | Групна фаза           | 11. место             | 6                     | 2                     | 1                     | 3                     | 47                    | 33                    | +14                   |
| Мелбурн 2007.     | Четвртфинале          | 7. место              | 7                     | 4                     | 0                     | 3                     | 73                    | 62                    | +11                   |
| Рим 2009.         | Четвртфинале          | 8. место              | 6                     | 2                     | 1                     | 3                     | 62                    | 60                    | +2                    |
| Шангај 2011.      | Осмина финала         | 11. место             | 6                     | 2                     | 0                     | 4                     | 63                    | 71                    | -8                    |
| Барселона 2013.   | Финале                | 1. место              | 7                     | 6                     | 0                     | 1                     | 88                    | 53                    | +35                   |
| Казањ 2015.       | Четвртфинале          | 7. место              | 6                     | 4                     | 0                     | 2                     | 78                    | 43                    | +35                   |
| Будимпешта 2017.  | Финале                | 2. место              | 7                     | 5                     | 0                     | 2                     | 80                    | 57                    | +23                   |
| Квангџу 2019.     | Финале                | 2. место              | 6                     | 5                     | 0                     | 1                     | 85                    | 45                    | +40                   |
| Будимпешта 2022.  | Четвртфинале          | 5. место              | 7                     | 5                     | 1                     | 1                     | 106                   | 44                    | +62                   |
| Фукуока 2023.     | Финале                | 2. место              | 7                     | 5                     | 0                     | 2                     | 108                   | 62                    | +46                   |
| Доха 2024.        | Полуфинале            | 3. место              | 6                     | 5                     | 0                     | 1                     | 79                    | 49                    | +30                   |
| Укупно            | 13 учешћа             | (1-3-1)               | 84                    | 49                    | 3                     | 32                    | 936                   | 675                   | +261                  |

### Европско првенство
- 1985 — Није учествовала
- 1987 — Није учествовала
- 1989 — Није учествовала
- 1991 — Није учествовала
- 1993 — 9. место
- 1995 — 9. место
- 1997 — 4. место
- 1999 — 6. место
- 2001 — 6. место
- 2003 — 6. место
- 2006 — 4. место
- 2008 —  2. место
- 2010 — 6. место
- 2012 — 5. место
- 2014 —  Шампион
- 2016 — 4. место
- 2018 —  3. место
- 2020 —  Шампион
- 2022 —  Шампион
- 2024 —  2. место

### Светски куп
- 2014 —  3. место